# Blarina brevicauda angusta
Blarina brevicauda angusta es una subespecie de musaraña de la familia soricidae.

## Distribución geográfica
Se encuentra en Canadá  (Quebec y Nueva Brunswick) y los Estados Unidos.